# Carl XIII (1819)
Carl XIII, officiellt HM Linjeskepp Carl XIII, var ett linjeskepp i svenska Kungliga flottan. Hon var det andra fartyget av tre i Konung Gustav IV Adolf-klassen, som hon bildade tillsammans med Konung Gustav IV Adolf (1811 omdöpt till Gustaf den Store) och Carl XIV Johan. Carl XIII byggdes på Karlskrona örlogsvarv efter ritningar av Fredrik Henrik af Chapman och sjösattes den 19 juli 1819. Fartyget skulle ursprungligen heta Drottning Fredrika Dorotea Vilhelmina efter kung Gustav IV Adolfs fru, men namnet ändrades 1817 till Carl XIII. Hennes bestyckning utgjordes av 74 kanoner av olika kalibrar på två täckta batteridäck.
Sommaren 1853 ingick Carl XIII i en svensk-norsk-dansk eskader som opererade i Nordsjön. Eskadern leddes av konteramiral Salomon Mauritz von Krusenstierna med prins Oscar som flottiljkapten. Sommaren 1854 deltog fartyget i en eskader tillsammans med norska fartyg i Östersjön. Eskadern användes bland annat för att föra över svenska trupper till Gotland, som en del av den svenska beredskapen under det pågående Krimkriget. Även denna eskader leddes av konteramiral Krusenstierna med prins Oscar som flottiljkapten. Carl XIII utrangerades den 15 december 1862 och användes en tid som försöksfartyg för minsprängningar, innan hon höggs upp 1865.

## Galleri

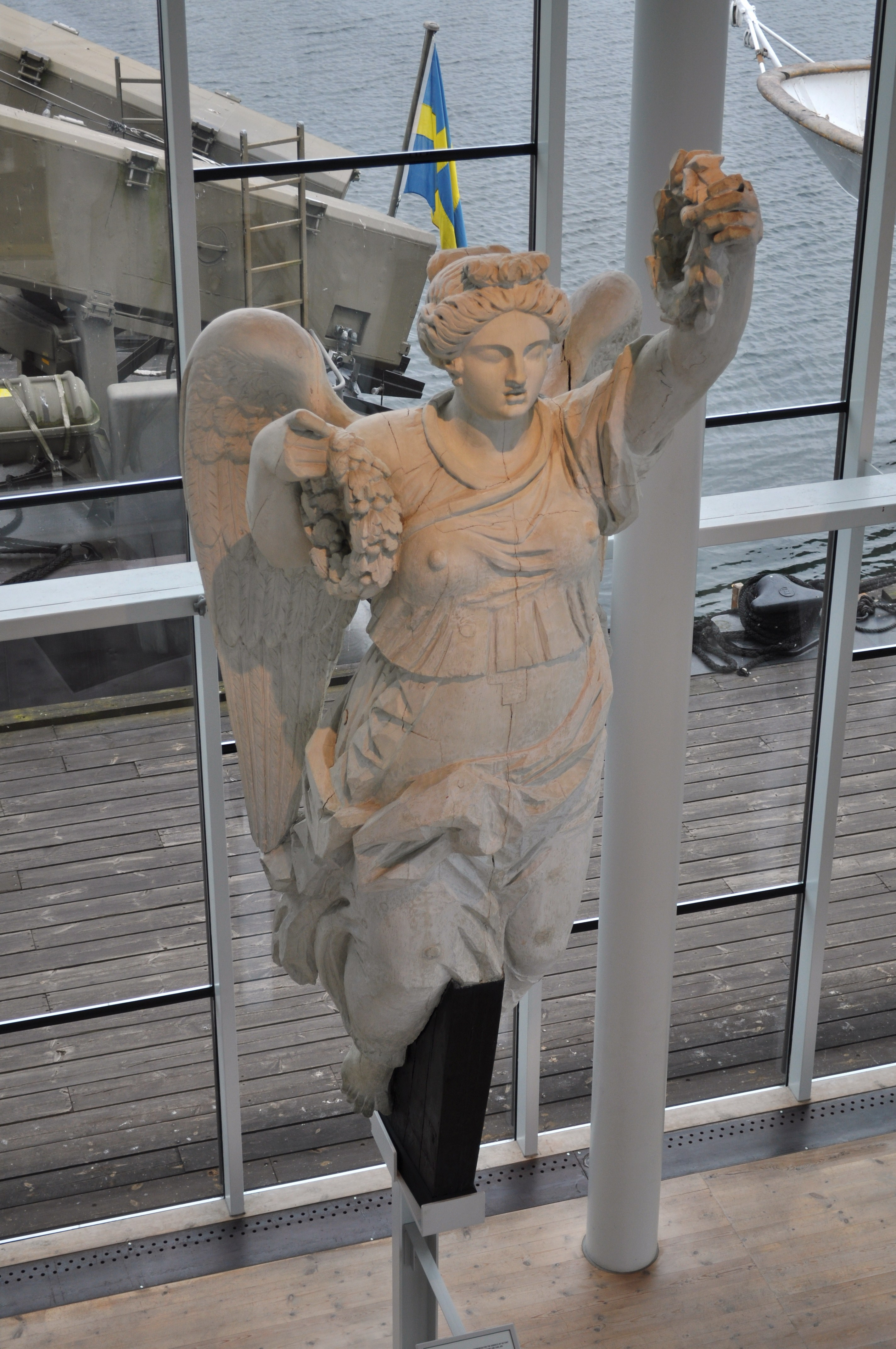
Carl XIII:s galjonsfigur på Marinmuseum i Karlskrona. Figuren föreställer segergudinnan Victoria från romersk mytologi och är ett verk av bildhuggaren Johan Törnström.